# Classe Nongo
La classe Nongo, est une classe de navire d'attaque rapide (Fast Attack Craft) construite en Corée du Nord pour la marine populaire de Corée. Ce nom de classe est utilisé par le département de la Défense des États-Unis pour identifier une série de nouveaux navires de guerre de taille moyenne construits par la Corée du Nord à partir des années 2000. On pense que peu de ces navires sont en service, mais ils semblent constituer le noyau d'une marine populaire coréenne modernisée.

## Caractéristiques et conception
À la fin des années 80, l'industrie de la construction navale nord-coréenne a expérimenté un grand navire de guerre avec une conception innovante de coque de catamaran, la frégate de classe Soho. Après les années 90, lorsque l'économie nord-coréenne a montré des signes de reprise après la grande famine (1994-98), la marine populaire de Corée a recommencé à introduire cette conception pour moderniser sa flotte de navires de taille moyenne.
Les Nord-Coréens ont mis en œuvre la conception du catamaran, adoptant la technologie du navire à effet de surface. Le design est relativement avancé et adopté par peu de marines dans le monde.
Les premiers vaisseaux de la classe (le "pur" Nongo) semblent également avoir des lignes furtives.
Compte tenu du manque de données officielles publiées en Corée du Nord, la plupart des fonctionnalités, de la conception et des détails sont des spéculations d'analystes après observation d'images satellite.

## Armement
Les armes semblent être liées aux différentes sous-classes, et différentes évaluations ont été fournies par les analystes. L'original furtif SES Nongo ne montre que des armes d'artillerie de surface : un canon de 57 mm et une tourelle de 30 mm.
Les variantes de missiles ont d'abord été appréciées avec un canon de 85 mm, une ou deux tourelles de 30 mm et des missiles anti-surface de type inconnu.
Plus tard, après la vidéo de propagande nord-coréenne, les bateaux de missiles sont effectivement armés de missiles russes Kh-35 relativement efficaces. Le canon semble également être différent, une tourelle à moteur inversé de 76 mm (probablement liée au Fajr-27 (en) iranien, un canon à moteur inversé du célèbre OTO Melara italien de 76 mm.
Bien qu'ils soient probablement moins avancés que leurs rivaux sud-coréens, les missiles de la classe Nongo pourraient sur le papier faire face au navire de patrouille sud-coréen de la classe Gumdoksuri partageant la même artillerie (76 mm) et des missiles anti-navires (même si les navires sud-coréens sont plus grands).
En janvier 2015, les premières photos d'un navire (de la sous-classe furtive), utilisé pour tester un missile à ingénierie inversée Kh-35, ont été publiées par KCNA. [4]

### Sous-classes
Au moins 3 sous-classes sont connues:
- Le SES furtif d'origine
- Navires lance-missiles de type "A" (non furtifs, taille réduite)
- Navires lance-missiles de type "B" (non furtifs, taille réduite)